# Liga bałtycka w piłce siatkowej mężczyzn (2022/2023)
Liga bałtycka w piłce siatkowej mężczyzn 2022/2023 (ang. Baltic Men Volleyball League 2022/2023, est. Meeste Balti Liiga 2022/2023, łot. Baltijas Līga vīriešiem 2022/2023) − 18. sezon ligi bałtyckiej zorganizowany wspólnie przez Estoński i Łotewski Związek Piłki Siatkowej. Zainaugurowany został 1 października 2022 roku.
Do rozgrywek zgłosiło się siedem klubów: cztery z Estonii oraz trzy z Łotwy.
Liga bałtycka składała się z fazy zasadniczej, fazy play-off oraz turnieju finałowego. W fazie zasadniczej drużyny rozegrały między sobą po cztery spotkania systemem kołowym. Zwycięzca fazy zasadniczej automatycznie awansował do turnieju finałowego, pozostałe zespoły grały w ćwierćfinałach fazy play-off. W ćwierćfinałach drużyny rywalizowały w parach w formie dwumeczów.
Turniej finałowy odbył się w dniach 4-5 marca 2023 roku w hali sportowej Uniwersytetu w Tartu (Tartu Ülikooli spordihoone). W jego ramach odbyły się półfinały, mecz o 3. miejsce i finał. Po raz piąty zwycięzcą ligi bałtyckiej został klub Bigbank Tartu, który w finale pokonał RTU Robežsardze/Jūrmala. Trzecie miejsce zajął zespół Ezerzeme/Daugavpils Universitāte. MVP turnieju finałowego wybrany został Timo Lõhmus.

## System rozgrywek
Liga bałtycka w sezonie 2022/2023 składała się z fazy zasadniczej, ćwierćfinałów oraz turnieju finałowego.
W fazie zasadniczej 7 drużyn rozegrało ze sobą po cztery spotkania systemem kołowym (dwa mecze u siebie i dwa mecze na wyjeździe). Miejsce zajęte w fazie zasadniczej decydowało o rozstawieniu w dalszych fazach rozgrywek. Zwycięzca fazy zasadniczej automatycznie awansował do turnieju finałowego. Pozostałe drużyny grały w ćwierćfinałach.
Ćwierćfinałowe pary powstały według klucza: 2-7; 3-6; 4-5. W ramach pary odbywały się dwumecze. O awansie decydowała liczba zdobytych punktów meczowych. Za zwycięstwo 3:0 lub 3:1 drużyna otrzymywała 3 punkty, za zwycięstwo 3:2 – 2 punkty, za porażkę 2:3 – 1 punkt, natomiast za porażkę 1:3 lub 0:3 – 0 punktów. Jeżeli w ramach dwumeczu obie drużyny zdobyły taką samą liczbę punktów, rozgrywany był tzw. złoty set grany do 15 punktów z dwoma punktami przewagi jednej z drużyn. Gospodarzem pierwszego meczu w parze była drużyna, która w fazie zasadniczej zajęła niższe miejsce. Zwycięzcy w parach awansowali do turnieju finałowego.
W ramach turnieju finałowego rozegrane zostały półfinały, mecz o 3. miejsce oraz finał. Pary półfinałowe powstały na podstawie miejsc z fazy zasadniczej, tj. pierwszą parę utworzyły drużyna, która w fazie zasadniczej zajęła 1. miejsce oraz ta, która zajęła najniższe miejsce spośród drużyn uczestniczących w półfinałach, drugą parę – dwa pozostałe zespoły. O brązowy medal grali przegrani w parach półfinałowych, natomiast o mistrzowski tytuł – zwycięzcy w tych parach.

## Drużyny uczestniczące
W lidze bałtyckiej w sezonie 2022/2023 uczestniczyło 7 drużyn: 4 z Estonii (Bigbank Tartu, Selver/TalTech, Pärnu VK i Barrus Võru VK) oraz 3 z Łotwy (SK Jēkabpils Lūši, RTU Robežsardze/Jūrmala i Ezerzeme/Daugavpils Universitāte).
Barrus Võru VK ostatni raz w lidze bałtyckiej występował w sezonie 2014/2015. W porównaniu do poprzedniego sezonu w rozgrywkach nie brały udziału litewski klub Amber-Arlanga Gorżdy oraz łotewski VK Biolars Jelgava/MSĢ.
Po zakończeniu sezonu 2021/2022 Selver Tallinn oraz TalTech utworzyły wspólny zespół Selver/TalTech.
| | Liga bałtycka 2022/2023          |     |
| --- | -------------------------------- | --- |
| TRT | Bigbank Tartu                    | 1   |
| SEL/TTE | Selver/TalTech                   | 2/5 |
| PÄR | Pärnu VK                         | 3   |
| JĒK | SK Jēkabpils Lūši                | 6   |
| RTU | RTU Robežsardze/Jūrmala          | 7   |
| E/DU | Ezerzeme/Daugavpils Universitāte | 8   |
| VŐR | Barrus Võru VK                   | —   |
| Oznaczenia: - kolumna pierwsza – skróty nazw drużyn wpisane na mapie (jeśli ta została zamieszczona), - kolumna trzecia – miejsce zajęte przez daną drużynę w poprzednim sezonie. |                                  |     |

## Faza zasadnicza

### Tabela wyników
| Gospodarz \ Gość1                | TRT | SEL/TTE | PÄR | JĒK | RTU | E/DU | VŐR |
| -------------------------------- | --- | ------- | --- | --- | --- | ---- | --- |
| Bigbank Tartu                    | -   | 2:3     | 3:0 | 3:2 | 3:0 | 3:0  | 3:1 |
| Selver/TalTech                   | 2:3 | -       | 3:0 | 3:0 | 3:0 | 3:0  | 3:1 |
| Pärnu VK                         | 0:3 | 2:3     | -   | 1:3 | 0:3 | 3:2  | 1:3 |
| SK Jēkabpils Lūši                | 1:3 | 0:3     | 0:3 | -   | 3:0 | 1:3  | 3:0 |
| RTU Robežsardze/Jūrmala          | 0:3 | 2:3     | 3:1 | 1:3 | -   | 3:2  | 3:0 |
| Ezerzeme/Daugavpils Universitāte | 1:3 | 1:3     | 3:1 | 2:3 | 2:3 | -    | 2:3 |
| Barrus Võru VK                   | 2:3 | 3:0     | 3:1 | 0:3 | 1:3 | 1:3  | -   |

| Gospodarz \ Gość1                | TRT | SEL/TTE | PÄR | JĒK | RTU | E/DU | VŐR |
| -------------------------------- | --- | ------- | --- | --- | --- | ---- | --- |
| Bigbank Tartu                    | -   | 3:0     | 3:0 | 3:0 | 3:0 | 2:3  | 3:1 |
| Selver/TalTech                   | 1:3 | -       | 3:0 | 3:0 | 3:1 | 3:0  | 3:0 |
| Pärnu VK                         | 0:3 | 0:3     | -   | 2:3 | 2:3 | 3:1  | 3:2 |
| SK Jēkabpils Lūši                | 3:0 | 3:2     | 3:0 | -   | 2:3 | 0:3  | 0:3 |
| RTU Robežsardze/Jūrmala          | 0:3 | 1:3     | 3:0 | 3:1 | -   | 0:3  | 3:1 |
| Ezerzeme/Daugavpils Universitāte | 3:2 | 3:2     | 3:0 | 2:3 | 1:3 | -    | 3:0 |
| Barrus Võru VK                   | 1:3 | 0:3     | 3:0 | 3:1 | 3:1 | 3:2  | -   |

Źródło: Baltic League – Data Project (ang.) / Võrkpalli Balti liiga (est.)
1 Drużyna gospodarzy jest wymieniona po lewej stronie tabeli.
Kolory:
  zwycięstwo gospodarzy 3:0 lub 3:1
  zwycięstwo gospodarzy 3:2
  zwycięstwo gości 3:0 lub 3:1
  zwycięstwo gości 3:2

### Terminarz i wyniki spotkań
| Data       | Godz. | Gospodarz                        | Rezultat                                | Gość                             | Widzów |
| ---------- | ----- | -------------------------------- | --------------------------------------- | -------------------------------- | ------ |
| I RUNDA    |       |                                  |                                         |                                  |        |
| 01.10.2022 | 17:00 | Bigbank Tartu                    | 2:3 (18:25, 24:26, 25:18, 25:13, 11:15) | Selver/TalTech                   | 207    |
| 02.10.2022 | 17:00 | Barrus Võru VK                   | 3:1 (19:25, 25:17, 25:21, 25:17)        | Pärnu VK                         | 222    |
| 05.10.2022 | 19:00 | Barrus Võru VK                   | 3:0 (25:18, 25:23, 25:21)               | Selver/TalTech                   | bd.    |
| 08.10.2022 | 17:00 | Pärnu VK                         | 0:3 (22:25, 19:25, 15:25)               | Bigbank Tartu                    | 205    |
| 08.10.2022 | 17:00 | RTU Robežsardze/Jūrmala          | 3:2 (21:25, 25:16, 25:17, 23:25, 16:14) | Ezerzeme/Daugavpils Universitāte | 54     |
| 09.10.2022 | 17:00 | RTU Robežsardze/Jūrmala          | 1:3 (25:20, 21:25, 21:25, 19:25)        | SK Jēkabpils Lūši                | 89     |
| 12.10.2022 | 19:00 | Bigbank Tartu                    | 3:1 (25:20, 28:30, 25:21, 27:25)        | Barrus Võru VK                   | 1088   |
| 15.10.2022 | 17:00 | Barrus Võru VK                   | 1:3 (18:25, 17:25, 25:17, 25:27)        | RTU Robežsardze/Jūrmala          | 255    |
| 15.10.2022 | 18:00 | Ezerzeme/Daugavpils Universitāte | 1:3 (25:20, 20:25, 11:25, 23:25)        | Selver/TalTech                   | 126    |
| 15.10.2022 | 18:00 | SK Jēkabpils Lūši                | 0:3 (23:25, 24:26, 20:25)               | Pärnu VK                         | 237    |
| 16.10.2022 | 16:00 | Bigbank Tartu                    | 3:0 (25:16, 29:27, 25:18)               | RTU Robežsardze/Jūrmala          | 90     |
| 16.10.2022 | 16:00 | SK Jēkabpils Lūši                | 0:3 (19:25, 17:25, 22:25)               | Selver/TalTech                   | 203    |
| 16.10.2022 | 18:00 | Ezerzeme/Daugavpils Universitāte | 3:1 (25:13, 23:25, 25:19, 25:20)        | Pärnu VK                         | 117    |
| 22.10.2022 | 17:00 | Selver/TalTech                   | 3:0 (25:20, 25:23, 25:19)               | RTU Robežsardze/Jūrmala          | 250    |
| 22.10.2022 | 18:00 | Ezerzeme/Daugavpils Universitāte | 1:3 (18:25, 14:25, 25:22, 24:26)        | Bigbank Tartu                    | 109    |
| 22.10.2022 | 18:00 | SK Jēkabpils Lūši                | 3:0 (25:23, 25:21, 25:19)               | Barrus Võru VK                   | 312    |
| 23.10.2022 | 16:00 | SK Jēkabpils Lūši                | 1:3 (25:22, 19:25, 13:25, 20:25)        | Bigbank Tartu                    | 296    |
| 23.10.2022 | 17:00 | Pärnu VK                         | 0:3 (17:25, 16:25, 25:27)               | RTU Robežsardze/Jūrmala          | 177    |
| 23.10.2022 | 18:00 | Ezerzeme/Daugavpils Universitāte | 2:3 (25:19, 23:25, 18:25, 25:23, 4:15)  | Barrus Võru VK                   | 127    |
| 26.10.2022 | 19:00 | Selver/TalTech                   | 3:0 (25:20, 25:21, 25:23)               | Pärnu VK                         | 300    |
| 29.10.2022 | 17:00 | Pärnu VK                         | 1:3 (21:25, 10:25, 25:22, 20:25)        | Barrus Võru VK                   | 132    |
| 29.10.2022 | 18:00 | Ezerzeme/Daugavpils Universitāte | 2:3 (25:23, 26:24, 23:25, 24:26, 11:15) | RTU Robežsardze/Jūrmala          | 150    |
| 30.10.2022 | 16:00 | SK Jēkabpils Lūši                | 3:0 (25:22, 25:14, 25:12)               | RTU Robežsardze/Jūrmala          | 358    |
| 30.10.2022 | 17:00 | Selver/TalTech                   | 2:3 (23:25, 25:19, 21:25, 25:22, 13:15) | Bigbank Tartu                    | 250    |
| 05.11.2022 | 17:00 | Barrus Võru VK                   | 2:3 (23:25, 25:23, 19:25, 25:21, 10:15) | Bigbank Tartu                    | 195    |
| 05.11.2022 | 19:00 | Pärnu VK                         | 1:3 (23:25, 26:24, 16:25, 15:25)        | SK Jēkabpils Lūši                | 115    |
| 05.11.2022 | 19:30 | Selver/TalTech                   | 3:0 (25:22, 25:21, 25:20)               | Ezerzeme/Daugavpils Universitāte | 250    |
| 06.11.2022 | 17:00 | Selver/TalTech                   | 3:0 (25:17, 25:15, 25:18)               | SK Jēkabpils Lūši                | 225    |
| 06.11.2022 | 17:00 | Pärnu VK                         | 3:2 (25:27, 25:19, 25:23, 23:25, 15:12) | Ezerzeme/Daugavpils Universitāte | 97     |
| 09.11.2022 | 19:00 | Selver/TalTech                   | 3:1 (18:25, 25:22, 25:18, 25:20)        | Barrus Võru VK                   | 300    |
| 12.11.2022 | 18:00 | Ezerzeme/Daugavpils Universitāte | 2:3 (21:25, 25:19, 20:25, 25:17, 7:15)  | SK Jēkabpils Lūši                | 163    |
| 12.11.2022 | 20:30 | RTU Robežsardze/Jūrmala          | 2:3 (21:25, 25:21, 25:20, 18:25, 14:16) | Selver/TalTech                   | 107    |
| 13.11.2022 | 18:00 | RTU Robežsardze/Jūrmala          | 3:1 (25:16, 19:25, 25:19, 25:10)        | Pärnu VK                         | 99     |
| 19.11.2022 | 17:00 | RTU Robežsardze/Jūrmala          | 3:0 (25:23, 25:17, 25:21)               | Barrus Võru VK                   | 80     |
| 26.11.2022 | 17:00 | Barrus Võru VK                   | 0:3 (27:29, 14:25, 21:25)               | SK Jēkabpils Lūši                | 155    |
| 26.11.2022 | 18:00 | Bigbank Tartu                    | 3:0 (25:16, 25:18, 25:18)               | Ezerzeme/Daugavpils Universitāte | 68     |
| 27.11.2022 | 14:00 | Bigbank Tartu                    | 3:2 (25:17, 23:25, 15:25, 25:21, 15:12) | SK Jēkabpils Lūši                | 85     |
| 27.11.2022 | 17:00 | Barrus Võru VK                   | 1:3 (23:25, 25:18, 23:25, 22:25)        | Ezerzeme/Daugavpils Universitāte | bd.    |
| 27.11.2022 | 17:00 | Pärnu VK                         | 2:3 (25:23, 18:25, 24:26, 25:14, 17:19) | Selver/TalTech                   | 177    |
| 03.12.2022 | 17:00 | Bigbank Tartu                    | 3:0 (25:20, 25:17, 25:13)               | Pärnu VK                         | 82     |
| 10.12.2022 | 18:00 | SK Jēkabpils Lūši                | 1:3 (25:18, 24:26, 15:25, 18:25)        | Ezerzeme/Daugavpils Universitāte | 213    |
| 07.01.2023 | 17:00 | RTU Robežsardze/Jūrmala          | 0:3 (23:25, 18:25, 22:25)               | Bigbank Tartu                    | 55     |
| II RUNDA   |       |                                  |                                         |                                  |        |
| 20.11.2022 | 17:00 | RTU Robežsardze/Jūrmala          | 3:1 (20:25, 25:20, 25:16, 25:19)        | Barrus Võru VK                   | 50     |
| 03.12.2022 | 17:00 | RTU Robežsardze/Jūrmala          | 3:1 (17:25, 30:28, 27:25, 25:22)        | SK Jēkabpils Lūši                | 100    |
| 04.12.2022 | 17:00 | RTU Robežsardze/Jūrmala          | 0:3 (20:25, 20:25, 22:25)               | Ezerzeme/Daugavpils Universitāte | 60     |
| 04.12.2022 | 17:00 | Barrus Võru VK                   | 0:3 (20:25, 14:25, 22:25)               | Selver/TalTech                   | 125    |
| 11.12.2022 | 17:00 | Pärnu VK                         | 3:2 (25:22, 25:27, 11:25, 25:18, 15:11) | Barrus Võru VK                   | 95     |
| 07.01.2023 | 16:00 | Selver/TalTech                   | 3:0 (25:18, 25:13, 25:20)               | SK Jēkabpils Lūši                | 150    |
| 07.01.2023 | 17:00 | Pärnu VK                         | 3:1 (16:25, 25:21, 25:22, 26:24)        | Ezerzeme/Daugavpils Universitāte | 107    |
| 08.01.2023 | 17:00 | Pärnu VK                         | 2:3 (18:25, 24:26, 26:24, 25:20, 11:15) | SK Jēkabpils Lūši                | 94     |
| 08.01.2023 | 17:00 | Selver/TalTech                   | 3:0 (25:11, 25:19, 25:19)               | Ezerzeme/Daugavpils Universitāte | 157    |
| 08.01.2023 | 17:00 | RTU Robežsardze/Jūrmala          | 0:3 (20:25, 18:25, 19:25)               | Bigbank Tartu                    | 62     |
| 11.01.2023 | 19:00 | Bigbank Tartu                    | 3:0 (25:17, 25:11, 25:15)               | Pärnu VK                         | 105    |
| 14.01.2023 | 16:00 | Bigbank Tartu                    | 3:0 (25:22, 25:22, 25:20)               | Selver/TalTech                   | 100    |
| 14.01.2023 | 17:00 | Barrus Võru VK                   | 3:0 (25:19, 25:21, 25:17)               | Pärnu VK                         | 215    |
| 14.01.2023 | 18:00 | Ezerzeme/Daugavpils Universitāte | 1:3 (25:22, 22:25, 22:25, 23:25)        | RTU Robežsardze/Jūrmala          | 126    |
| 18.01.2023 | 19:00 | Selver/TalTech                   | 3:0 (26:24, 25:17, 25:15)               | Barrus Võru VK                   | 207    |
| 21.01.2023 | 17:00 | Pärnu VK                         | 2:3 (26:24, 21:25, 21:25, 25:23, 11:15) | RTU Robežsardze/Jūrmala          | 188    |
| 21.01.2023 | 18:00 | Ezerzeme/Daugavpils Universitāte | 2:3 (25:27, 25:23, 25:23, 23:25, 10:15) | SK Jēkabpils Lūši                | 202    |
| 22.01.2023 | 16:00 | Bigbank Tartu                    | 3:1 (30:28, 25:13, 19:25, 25:23)        | Barrus Võru VK                   | 356    |
| 22.01.2023 | 17:00 | Selver/TalTech                   | 3:1 (25:15, 25:21, 21:25, 25:20)        | RTU Robežsardze/Jūrmala          | 126    |
| 28.01.2023 | 16:00 | Barrus Võru VK                   | 3:1 (25:23, 25:20, 20:25, 25:22)        | RTU Robežsardze/Jūrmala          | bd.    |
| 28.01.2023 | 18:00 | SK Jēkabpils Lūši                | 3:0 (25:15, 25:16, 25:23)               | Pärnu VK                         | 247    |
| 28.01.2023 | 18:00 | Ezerzeme/Daugavpils Universitāte | 3:2 (25:19, 16:25, 23:25, 25:22, 15:9)  | Selver/TalTech                   | 196    |
| 29.01.2023 | 16:00 | SK Jēkabpils Lūši                | 3:2 (25:23, 24:26, 24:26, 25:21, 22:20) | Selver/TalTech                   | 259    |
| 29.01.2023 | 16:00 | Bigbank Tartu                    | 3:0 (25:18, 25:22, 25:16)               | RTU Robežsardze/Jūrmala          | 87     |
| 29.01.2023 | 18:00 | Ezerzeme/Daugavpils Universitāte | 3:0 (25:22, 25:18, 25:22)               | Pärnu VK                         | 206    |
| 02.02.2023 | 19:00 | Pärnu VK                         | 0:3 (13:25, 22:25, 15:25)               | Bigbank Tartu                    | 215    |
| 04.02.2023 | 16:00 | Bigbank Tartu                    | 3:0 (25:23, 25:19, 25:12)               | SK Jēkabpils Lūši                | 115    |
| 04.02.2023 | 17:00 | Barrus Võru VK                   | 3:2 (25:23, 26:28, 25:22, 18:25, 15:11) | Ezerzeme/Daugavpils Universitāte | 195    |
| 05.02.2023 | 16:00 | Bigbank Tartu                    | 2:3 (25:16, 22:25, 21:25, 25:19, 9:15)  | Ezerzeme/Daugavpils Universitāte | 87     |
| 05.02.2023 | 17:00 | Barrus Võru VK                   | 3:1 (24:26, 25:12, 25:15, 25:13)        | SK Jēkabpils Lūši                | 200    |
| 05.02.2023 | 17:00 | Selver/TalTech                   | 3:0 (25:15, 25:15, 25:8)                | Pärnu VK                         | 229    |
| 08.02.2023 | 19:00 | SK Jēkabpils Lūši                | 2:3 (25:13, 23:25, 25:15, 30:32, 10:15) | RTU Robežsardze/Jūrmala          | 214    |
| 08.02.2023 | 19:00 | Selver/TalTech                   | 1:3 (17:25, 18:25, 25:19, 18:25)        | Bigbank Tartu                    | 287    |
| 11.02.2023 | 17:00 | Barrus Võru VK                   | 1:3 (25:14, 22:25, 22:25, 23:25)        | Bigbank Tartu                    | 222    |
| 11.02.2023 | 18:00 | RTU Robežsardze/Jūrmala          | 3:0 (25:16, 25:17, 25:14)               | Pärnu VK                         | bd.    |
| 12.02.2023 | 16:00 | SK Jēkabpils Lūši                | 0:3 (23:25, 26:28, 17:25)               | Ezerzeme/Daugavpils Universitāte | 353    |
| 12.02.2023 | 17:00 | RTU Robežsardze/Jūrmala          | 1:3 (20:25, 17:25, 25:23, 25:27)        | Selver/TalTech                   | bd.    |
| 18.02.2023 | 17:00 | Pärnu VK                         | 0:3 (15:25, 23:25, 14:25)               | Selver/TalTech                   | 338    |
| 18.02.2023 | 18:00 | SK Jēkabpils Lūši                | 3:0 (25:13, 25:23, 25:17)               | Bigbank Tartu                    | 350    |
| 18.02.2023 | 18:00 | Ezerzeme/Daugavpils Universitāte | 3:0 (25:17, 25:21, 27:25)               | Barrus Võru VK                   | 201    |
| 19.02.2023 | 16:00 | SK Jēkabpils Lūši                | 0:3 (13:25, 23:25, 16:25)               | Barrus Võru VK                   | 298    |
| 19.02.2023 | 18:00 | Ezerzeme/Daugavpils Universitāte | 3:2 (22:25, 21:25, 25:23, 25:21, 15:11) | Bigbank Tartu                    | 186    |

### Tabela
| Lp. | Drużyna                          | Pkt | Mecze | Mecze | Mecze | Rodzaj wyniku | Rodzaj wyniku | Rodzaj wyniku | Rodzaj wyniku | Rodzaj wyniku | Rodzaj wyniku | Sety | Sety | Sety  | Małe punkty | Małe punkty | Małe punkty |
| Lp. | Drużyna                          | Pkt | M     | W     | P     | 3:0           | 3:1           | 3:2           | 2:3           | 1:3           | 0:3           | wyg. | prz. | stos. | zdob.       | str.        | stos.       |
| --- | -------------------------------- | --- | ----- | ----- | ----- | ------------- | ------------- | ------------- | ------------- | ------------- | ------------- | ---- | ---- | ----- | ----------- | ----------- | ----------- |
| 1   | Bigbank Tartu                    | 60  | 24    | 20    | 4     | 11            | 6             | 3             | 3             | 0             | 1             | 66   | 24   | 2.75  | 2092        | 1808        | 1.16        |
| 2   | Selver/TalTech                   | 54  | 24    | 18    | 6     | 11            | 4             | 3             | 3             | 1             | 2             | 61   | 28   | 2.18  | 2048        | 1820        | 1.13        |
| 3   | Ezerzeme/Daugavpils Universitāte | 34  | 24    | 10    | 14    | 4             | 3             | 3             | 7             | 4             | 3             | 48   | 51   | 0.94  | 2132        | 2185        | 0.98        |
| 4   | RTU Robežsardze/Jūrmala          | 33  | 24    | 12    | 12    | 3             | 5             | 4             | 1             | 4             | 7             | 42   | 49   | 0.86  | 1997        | 2038        | 0.98        |
| 5   | SK Jēkabpils Lūši                | 31  | 24    | 11    | 13    | 5             | 2             | 4             | 2             | 4             | 7             | 41   | 49   | 0.84  | 1953        | 1993        | 0.98        |
| 6   | Barrus Võru VK                   | 27  | 24    | 9     | 15    | 3             | 4             | 2             | 2             | 7             | 6             | 38   | 53   | 0.72  | 2012        | 2022        | 1           |
| 7   | Pärnu VK                         | 13  | 24    | 4     | 20    | 1             | 1             | 2             | 3             | 5             | 12            | 23   | 65   | 0.35  | 1713        | 2081        | 0.82        |

Źródło: Baltic League – Data Project (ang.) / Võrkpalli Balti liiga (est.)
Punktacja: 3:0 i 3:1 – 3 pkt; 3:2 – 2 pkt; 2:3 – 1 pkt; 1:3 i 0:3 – 0 pkt
Zasady ustalania kolejności: 1. liczba punktów; 2. liczba zwycięstw; 3. stosunek setów; 4. stosunek małych punktów; 5. bilans w bezpośrednich meczach
     Faza play-off – półfinały
     Faza play-off – ćwierćfinały

## Faza play-off

### Drabinka
|  | Ćwierćfinały | Ćwierćfinały                     | Ćwierćfinały | Ćwierćfinały | Ćwierćfinały |  |  | Półfinały | Półfinały                        | Półfinały |  |   | Finał                   | Finał                            | Finał |  |  |  |  |  |
|  |              |                                  |              |              |              |  |  |           |                                  |           |  |   |                         |                                  |       |  |  |  |  |  |
|  | 2            | Selver/TalTech                   | 1            | 3            | 3 (13)       |  |  | 1         | Bigbank Tartu                    | 3         |  |   |                         |                                  |       |  |  |  |  |  |
|  | 7            | Pärnu VK                         | 3            | 0            | 3 (15)       |  |  | 7         | Pärnu VK                         | 0         |  |   |                         |                                  |       |  |  |  |  |  |
|  |              |                                  |              |              |              |  |  |           |                                  |           |  |   |                         |                                  |       |  |  |  |  |  |
|  | 3            | Ezerzeme/Daugavpils Universitāte | 3            | 3            | 6            |  |  |           |                                  |           |  |   |                         |                                  |       |  |  |  |  |  |
|  | 6            | Barrus Võru VK                   | 1            | 1            | 0            |  |  |           |                                  |           |  |   | 1                       | Bigbank Tartu                    | 3     |  |  |  |  |  |
|  |              |                                  |              |              |              |  |  |           |                                  |           |  | 4 | RTU Robežsardze/Jūrmala | 2                                |       |  |  |  |  |  |
|  |              |                                  |              |              |              |  |  |           |                                  |           |  |   |                         |                                  |       |  |  |  |  |  |
|  | 4            | RTU Robežsardze/Jūrmala          | 3            | 3            | 6            |  |  |           |                                  |           |  |   |                         |                                  |       |  |  |  |  |  |
|  | 5            | SK Jēkabpils Lūši                | 0            | 0            | 0            |  |  |           |                                  |           |  |   |                         |                                  |       |  |  |  |  |  |
|  |              |                                  |              |              |              |  |  |           |                                  |           |  |   | Mecz o 3. miejsce       |                                  |       |  |  |  |  |  |
|  |              |                                  |              |              |              |  |  |           |                                  |           |  |   |                         |                                  |       |  |  |  |  |  |
|  |              |                                  |              |              |              |  |  | 3         | Ezerzeme/Daugavpils Universitāte | 1         |  |   |                         |                                  |       |  |  |  |  |  |
|  |              |                                  |              |              |              |  |  | 4         | RTU Robežsardze/Jūrmala          | 3         |  |   | 3                       | Ezerzeme/Daugavpils Universitāte | 3     |  |  |  |  |  |
|  |              |                                  |              |              |              |  |  |           |                                  |           |  |   | 7                       | Pärnu VK                         | 1     |  |  |  |  |  |

### Ćwierćfinały
(dwumecze)
| Data                                 | Godz.                                | Gospodarz                            | Rezultat                         | Gość                             | Widzów                |
| ------------------------------------ | ------------------------------------ | ------------------------------------ | -------------------------------- | -------------------------------- | --------------------- |
| Selver/TalTech (2)                   | Selver/TalTech (2)                   | Selver/TalTech (2)                   | 3 – 3                            | (7) Pärnu VK                     | (7) Pärnu VK          |
| 22.02.2023                           | 19:00                                | Pärnu VK                             | 3:1 (25:20, 25:21, 12:25, 25:18) | Selver/TalTech                   | 207                   |
| 25.02.2023                           | 19:30                                | Selver/TalTech                       | 3:0 (25:20, 25:19, 25:16)        | Pärnu VK                         | 357                   |
| —                                    | —                                    | Selver/TalTech                       | złoty set: 13:15                 | Pärnu VK                         | —                     |
| Ezerzeme/Daugavpils Universitāte (3) | Ezerzeme/Daugavpils Universitāte (3) | Ezerzeme/Daugavpils Universitāte (3) | 6 – 0                            | (6) Barrus Võru VK               | (6) Barrus Võru VK    |
| 22.02.2023                           | 19:00                                | Barrus Võru VK                       | 1:3 (21:25, 25:27, 25:21, 18:25) | Ezerzeme/Daugavpils Universitāte | bd.                   |
| 25.02.2023                           | 18:00                                | Ezerzeme/Daugavpils Universitāte     | 3:1 (25:23, 28:30, 25:19, 25:17) | Barrus Võru VK                   | 211                   |
| RTU Robežsardze/Jūrmala (4)          | RTU Robežsardze/Jūrmala (4)          | RTU Robežsardze/Jūrmala (4)          | 6 – 0                            | (5) SK Jēkabpils Lūši            | (5) SK Jēkabpils Lūši |
| 22.02.2023                           | 19:00                                | SK Jēkabpils Lūši                    | 0:3 (19:25, 21:25, 22:25)        | RTU Robežsardze/Jūrmala          | 346                   |
| 25.02.2023                           | 17:00                                | RTU Robežsardze/Jūrmala              | 3:0 (25:20, 25:15, 25:16)        | SK Jēkabpils Lūši                | 183                   |

### Turniej finałowy

#### Półfinały
| Data       | Godz. | Gospodarz                        | Rezultat                         | Gość                    | Widzów |
| ---------- | ----- | -------------------------------- | -------------------------------- | ----------------------- | ------ |
| 04.03.2023 | 16:00 | Bigbank Tartu                    | 3:0 (25:14, 25:19, 28:26)        | Pärnu VK                | 690    |
| 04.03.2023 | 19:00 | Ezerzeme/Daugavpils Universitāte | 1:3 (19:25, 16:25, 25:23, 20:25) | RTU Robežsardze/Jūrmala | 180    |

#### Mecz o 3. miejsce
| Data       | Godz. | Gospodarz | Rezultat                         | Gość                             | Widzów |
| ---------- | ----- | --------- | -------------------------------- | -------------------------------- | ------ |
| 05.03.2023 | 14:00 | Pärnu VK  | 1:3 (25:22, 21:25, 19:25, 24:26) | Ezerzeme/Daugavpils Universitāte | 408    |

#### Finał
| Data       | Godz. | Gospodarz     | Rezultat                                | Gość                    | Widzów |
| ---------- | ----- | ------------- | --------------------------------------- | ----------------------- | ------ |
| 05.03.2023 | 17:00 | Bigbank Tartu | 3:2 (18:25, 25:22, 20:25, 25:20, 22:20) | RTU Robežsardze/Jūrmala | 925    |

## Klasyfikacja końcowa
| Poz. | Drużyna                          |
| ---- | -------------------------------- |
| 1.   | Bigbank Tartu                    |
| 2.   | RTU Robežsardze/Jūrmala          |
| 3.   | Ezerzeme/Daugavpils Universitāte |
| 4.   | Pärnu VK                         |
| 5.   | Selver/TalTech                   |
| 6.   | SK Jēkabpils Lūši                |
| 7.   | Barrus Võru VK                   |

## Nagrody indywidualne
| Nagroda                  | Zawodnik         | Klub                    |
| ------------------------ | ---------------- | ----------------------- |
| Najlepszy zawodnik (MVP) | Timo Lõhmus      | Bigbank Tartu           |
| Najlepszy rozgrywający   | Dmitrijs Špakovs | RTU Robežsardze/Jūrmala |
| Najlepszy atakujący      | Matěj Šmídl      | Bigbank Tartu           |
| Najlepsi przyjmujący     | Roberts Kļaviņš  | RTU Robežsardze/Jūrmala |
| Najlepsi przyjmujący     | Armands Rokjāns  | RTU Robežsardze/Jūrmala |
| Najlepsi środkowi        | Oļegs Klopovs    | RTU Robežsardze/Jūrmala |
| Najlepsi środkowi        | Jörgen Vanamõisa | Pärnu VK                |
| Najlepszy libero         | Rait Rikberg     | Bigbank Tartu           |
| Źródło:                  |                  |                         |